# Taghit
Taghit és un poble de la regió de la Saoura, a la zona del Gran Erg occidental del desert del Sàhara algerià i que es troba a uns 90Km de la ciutat de Bechar, capital de la wilaya. És un poble considerat una destinació turística de primer nivell a Algèria, atès que ofereix una diversitat de possibilitats per als visitants.
El poble està situat en una plana allargassada sobre un oasi o palmerar i circumdat a l'oest per uns pujols rocallosos i a l'est per un vast conjunt de dunes arenoses.

## Llocs d'interès
- La casbah, barri vell i laberíntic, situada al ksar, antic castell defensiu i emmurallat, que es troba adossat al fortí de les tropes franceses durant la colonització. Aquest indret és una mostra dels ksours o castells que hi ha escampats al llarg d'un corredor imaginari més o menys recte d'uns 15Km, que comprèn, de nord a sud, les poblacions de Zaouia Foukania, Taghit, Berika, Barebi, Bakhti i Zaouia Tahtania. Es tracta de restes d'antics pobladors i del pas de les caravanes que en la majoria dels casos es troben en un estat enrunat, tret del ksar de Taghit, habitat fins a principis dels anys 80. Actualment està experimentant un notable procés de rehabilitació.
- Zona de l'oasi, espai verd que corre en paral·lel a tots els pobles, aporta l'aigua i permet desenvolupar una agricultura limitada i constitueix un dels recursos econòmics més importants de la zona: els dàtils.